# Élections législatives de 1956 en Saône-et-Loire
Les élections législatives de 1956 en Saône-et-Loire sont des élections françaises qui ont eu lieu le 2 janvier 1956 dans le département de Saône-et-Loire dans le cadre des élections législatives françaises de 1956, sous la IVe République.
Ce sont les dernières élections législatives de la Quatrième république, après les élections de novembre 1946 et de juin 1951.

## Mode de scrutin
L'Assemblée nationale est composée de 626 sièges pourvus au scrutin proportionnel plurinominal suivant la règle de la plus forte moyenne dans le cadre départemental, sans panachage.
Le vote préférentiel est admis, en inscrivant un numéro d'ordre en face du nom d'un, de plusieurs ou de tous les candidats de la liste. Mais l'ordre ne pourra être modifié que si au moins la moitié des suffrages portés sur la liste est numéroté. Dans les faits les modifications n’ont jamais dépassé les 7%.
La loi électorale du 7 mai 1951, dite loi des apparentements, reste en vigueur. Elle permet à la base une répartition des sièges à la représentation proportionnelle dans le département, mais si des listes « apparentées » avant le déroulement du scrutin obtiennent ensemble une majorité absolue de suffrages exprimés, elles reçoivent directement tous les sièges à pourvoir.
Dans le département de Saône-et-Loire, sept députés sont à élire.

## Élus
| Député sortant | Parti | Parti   | Député élu ou réélu | Parti | Parti   |
| -------------- | ----- | ------- | ------------------- | ----- | ------- |
| Waldeck Rochet |       | PCF     | Waldeck Rochet      |       | PCF     |
| Rémy Boutavant |       | PCF     | Rémy Boutavant      |       | PCF     |
| Pierre Mazuez  |       | SFIO    | Pierre Mazuez       |       | SFIO    |
| Paul Devinat   |       | Rad-soc | Paul Devinat        |       | Rad-soc |
| Roger Devemy   |       | MRP     | André Vuillien      |       | PCF     |
| André Moynet   |       | CNIP    | André Moynet        |       | CNIP    |
| Joseph Renaud  |       | Paysan  | Paul Vahé           |       | UFF     |

## Résultats

### Résultats à l'échelle du département
- Un apparentement est conclu en soutien à la majorité sortante, entre les deux listes CNIP.
- Un autre regroupe les trois listes poujadistes.

| Parti    | Parti          | Tête de liste         | Résultats | Résultats | Appar. | Appar. | Sièges |
| Parti    | Parti          | Tête de liste         | Voix      | %         | Voix   | %      | Nb.    |
| -------- | -------------- | --------------------- | --------- | --------- | ------ | ------ | ------ |
|          | PCF            | Waldeck Rochet        | 73 091    | 29,06     | -      | -      | 3 1    |
|          | CNIP-ARS       | André Moynet          | 44 864    | 17,84     | 27 869 | 11,08  | 1      |
|          | CNIP-ADP       | Marius Gautheron      | 44 864    | 17,84     | 16 995 | 6,76   | - 1    |
|          | UFF            | Paul Vahé             | 38 553    | 15,33     | 29 260 | 11,63  | 1 1    |
|          | Déf. agri      | Roland Champion       | 38 553    | 15,33     | 6 759  | 2,69   | -      |
|          | Act° civ.      | Émile Morel           | 38 553    | 15,33     | 2 534  | 1,01   | -      |
|          | SFIO           | Pierre Mazuez         | 30 439    | 12,10     | -      | -      | 1      |
|          | Rad-soc-RGR    | Paul Devinat          | 24 650    | 9,80      | -      | -      | 1      |
|          | CNIP           | Jean Garnier          | 16 478    | 6,55      | -      | -      | -      |
|          | MRP            | Marcel Lucotte        | 15 001    | 5,96      | -      | -      | - 1    |
|          | UDSR-CNIG-CRAP | Georges Dayan         | 4 681     | 1,86      | -      | -      | -      |
|          | Réf. État      | Jean-François Aupecle | 1 804     | 0,72      | -      | -      | -      |
|          |                |                       |           |           |        |        |        |
| Inscrits | Inscrits       | Inscrits              | 330 798   | 100,00    |        |        | 7      |
| Votants  | Votants        | Votants               | 256 871   | 77,65     |        |        |        |
| Exprimés | Exprimés       | Exprimés              | 251 530   | 97,92     |        |        |        |